# La espada negra
La espada negra és una pel·lícula històrica espanyola del 1976 dirigida per Francesc Rovira Beleta que dramatitza la joventut dels Reis Catòlics segons un guió de l'escriptor Carlos Blanco. Fou rodada a espais de Patrimoni Nacional com les muralles d'Ávila, la catedral de Toledo, o els toros de Guisando. Ha estat criticada per donar un tractament esquematitzat dels personatges com si es tractés d'una fotonovel·la.

## Sinopsi
Al regne de Castella, mitjans del segle XV. La infanta Isabel, germanastra del rei Enric IV de Castella, de mal nom "l'impotent", viu allunyada de la cort. A la cort hi domina la filla del rei, Juana, hereva del tro, però coneguda com "la Beltraneja" perquè diuen les males llengües que en realitat és filla del noble castellà Beltrán de la Cueva i s'insinua que el rei manté relacions homosexuals amb el marquès de Villena. Aprofitant aquest fet, un grup de nobles castellans destronen Enric IV i proclamen rei Alfons, germà petit d'Isabel. Però la mort prematura d'Alfons converteix Isabel en pretendent al tro castellà. A més, el 1469 es casa amb Ferran II d'Aragó, cosa que facilitaria la unió dels dos regnes peninsulars.

## Repartiment
- Maribel Martín...	Isabel de Castella
- Juan Ribó ...	Ferran d'Aragó
- José María Rodero	...	Enric IV de Castella
- Carlos Ballesteros	...	Marquès de Villena
- José Bódalo	...	Alfonso Carrillo de Acuña, Arquebisbe de Toledo
- José Calvo
- Miguel Narros
- Fernando E. Romero ...	Alfons de Castella
- Terele Pávez	...	Reina Mare

## Premis
José María Rodero va rebre el premi al millor actor principal als Premis del Sindicat Nacional de l'Espectacle de 1976.